# 861 أيدا
ايدا هو الكويكب رقم 861 يقع في حزام الكويكبات وتم اكتشافه من قبل عالم الفلك ماكس ولف من مرصد هايدلبرغ وكان ذلك في 22 يناير من عام 1917 في ألمانيا.